# الیستر مک‌لاود
الیستر مک لاود (به انگلیسی: Alistair MacLeod) زادهٔ ۲۰ ژوئیه ۱۹۳۶ و درگذشتهٔ ۲۰ آوریل ۲۰۱۴) رمان‌نویس، نویسندهٔ داستان کوتاه و استاد دانشگاه کانادایی بود. او دکترای خود را در رشتهٔ نویسندگی گرفت و حدود سه دهه در حوزهٔ ادبیات انگلیس فعالیت داشت. او بیست داستان کوتاه و یک رمان را به رشتهٔ تحریر درآورده است.